# Erucastrum nasturtiifolium
Érucastre à feuilles de cresson, Fausse roquette à feuilles de cresson
Espèce
Erucastrum nasturtiifolium est une espèce de plante de la famille des Brassicaceae et du genre Erucastrum.

## Description
Erucastrum nasturtiifolium est une plante herbacée verte hivernante d'un ou deux ans qui atteint une hauteur de 30 à 80 centimètres. La tige est dressée, sillonnée angulairement, poilue à la base et ramifiée. Les feuilles basilaires sont pétiolées. Les feuilles sont pennées ou en forme de lyre avec quatre à huit sections de feuilles de chaque côté. Ils mesurent en moyenne 10 à 15 cm de long et 4 à 6 cm de large. Leur forme rappelle étonnamment celle de Jacobaea vulgaris. Les sections des feuilles sont grossièrement dentées à carrément lobées, ont rarement des bords presque entiers et sont généralement épiées vers l'arrière à la base par un lobe remarquablement saillant. La paire de folioles la plus basse est généralement dirigée vers le bas et entoure la tige comme une oreille. Les feuilles supérieures de la tige diminuent progressivement en taille et en dispersion.
La période de floraison s'étend d'avril à août. De nombreuses fleurs sont rassemblées dans une inflorescence initialement en forme de parapluie, qui devient ensuite racémeuse en raison de l'allongement important de l'axe de l'inflorescence jusqu'à ce que le fruit mûrisse. Il n'y a pas de bractées dans l'inflorescence ou seulement dans les une à trois fleurs les plus basses. Les tiges florales sont glabres et mesurent environ 5 à 12 mm de long. Les fleurs hermaphrodites sont quadruples. Les quatre sépales sont poilus, longs de 4 à 8 mm, de forme elliptique allongée et font saillie presque horizontalement. Les quatre pétales jaune riche mesurent 8 à 15 mm de long, 3 à 5,5 mm millimètres de large et se contractent soudainement en un ongle mince à la base. Les anthères mesurent 2 à 2,5 mm de long et sont fortement courbées vers l'extérieur en spirale à la base et à la pointe. Les tiges des fruits mesurent de 8 à 16 mm de long. Les gousses mesurent 25 à 50 mm de long et 1,5 mm de large. Le rostre du fruit mesure 3 à 4 mm de long et est à peine séparé du reste du fruit, qui contient une ou deux graines. Les graines sont oblongues, ovoïdes à ovoïdes, d'environ 1,3 mm de long et 0.6 à 0,75 mm de large, légèrement comprimées, brun-rougeâtres et lisses.
Le nombre de base de chromosomes est x = 8 ; Il existe des stocks diploïdes et trétraplodies, soit 2n = 16 et 32.

## Répartition
Erucastrum nasturtiifolium est à l'origine un élément floral du sud-ouest de l'Europe. L'aire de répartition naturelle de la sous-espèce Erucastrum nasturtiifolium subsp. nasturtiifolium s'étend au nord de l'Angleterre, au nord de la France et au sud de l'Allemagne, à l'est au sud des Alpes, de l'Italie à la Slovénie et à la Hongrie.
Erucastrum nasturtiifolium habite les bandes côtières sablonneuses ou graveleuses des lacs et des rivières. En Europe centrale, il a besoin d'un sol humide, pierreux et riche en nutriments. C'est une espèce caractéristique de l'association Epilobion fleischeri, mais elle est présente ailleurs, comme sur le lac de Constance, avec Barbarea vulgaris et Agrostis stolonifera dans les communautés de l'association Agropyro-Rumicion.

## Parasites
La fleur a pour parasite Gephyraulus raphanistri. Le fruit a pour parasites Euchloe simplonia, Dasineura napi (nl). La feuille a pour parasites Reuterista instabilis (ceb), Maurodactylus albidus (sv), Erysiphe cruciferarum, Leveillula taurica (en), Hyaloperonospora erucastri, Albugo candida, Puccinia isiacae, Brevicoryne brassicae. Le collet a pour parasite Plasmodiophora brassicae.

## Classification
Le nom valide complet (avec auteur) de ce taxon est Erucastrum nasturtiifolium est (Poir.) O.E.Schulz, 1916.
La première description a lieu en 1797 sous le nom (basionyme) Sinapis nasturtiifolia par Jean-Louis Marie Poiret dans le Dictionnaire de Botanique de l'Encyclopédie méthodique.
Erucastrum nasturtiifolium a pour noms vernaculaires Érucastre à feuilles de cresson, Fausse roquette à feuilles de cresson.
il existe environ trois sous-espèces dErucastrum nasturtiifolium :
- Erucastrum nasturtiifolium subsp. benacense F.Martini & F.Fen. : il est décrit pour la première fois en Italie en 2005.
- Erucastrum nasturtiifolium subsp. capucine
- Erucastrum nasturtiifolium subsp. sudrei Vivant : On le trouve uniquement en Espagne et en France[6].

Erucastrum nasturtiifolium a pour synonymes :
- Brassica erucastrum L., 1753
- Brassica obtusangula (Clairv.) Rchb., 1828
- Brassicella erucastrum (L.) O.E.Schulz, 1916
- Caulis pollichius E.H.L.Krause, 1900
- Conirostrum obtusangulum (Clairv.) Dulac, 1867
- Crucifera lamarckii E.H.L.Krause, 1902
- Diplotaxis erucastrum (L.) Godr., 1847
- Erysimum erucastrum Scop., 1772
- Erysimum obtusangulum Clairv., 1811
- Hirschfeldia erucastrum (L.) Fritsch, 1907
- Hirschfeldia nasturtiifolia (Poir.) Fritsch, 1922
- Sisymbrium obtusangulum (Clairv.) Schleich
- Eruca erucastrum (L.) G.Gaertn., B.Mey. & Scherb., 1800
- Eruca sylvestris Lam., 1779
- Erucastrum gmelinii K.F.Schimp. & Spenn., 1829
- Erucastrum intermedium Jord., 1864
- Erucastrum montanum Hegetschw., 1839
- Erucastrum obtusangulum subsp. intermedium (Jord.) Nyman, 1878
- Erucastrum obtusangulum var. subpinnatifidum (Lag.) Willk., 1880
- Erucastrum obtusangulum (Clairv.) Rchb., 1832
- Hirschfeldia obtusangula (Clairv.) Samp., 1946
- Sinapis erucastrum Ruch.
- Sinapis hispanica auct. non L., 1753, sensu Lam., 1779
- Sinapis nasturtiifolia Poir., 1798
- Sinapis subpinnatifida Lag., 1816
- Sisymbrium erucastrum (L.) Pollich, 1777

## Gastronomie
Erucastrum nasturtiifolium est une plante comestible pour ses feuilles et ses fleurs.